# Agrotrigia kotovii
Agrotrigia kotovii är en gräsart som beskrevs av Nikolai Nikolaievich Tzvelev. Agrotrigia kotovii ingår i släktet Agrotrigia och familjen gräs. Inga underarter finns listade i Catalogue of Life.